# Vesna Vulović
Vesna Vulović (srbsko Весна Вуловић), srbska stevardesa, * 3. januar 1950, † 23. december 2016, Beograd.
Vesna Vulović je lastnica svetovnega rekorda v Guinessovi knjigi rekordov za najvišji preživeli padec brez padala z višine 10.160 metrov.
Padec se je zgodil 26. januarja 1972 nad krajem Srbska Kamenice na Češkoslovaškem (danes Češka). Emigrantski ustaški terorist je nastavil bombo na letalo JATa na letu 367. Eksplozija je raznesla DC-9-30, vendar je Vesna Vulović preživela. Ostala je privezana za svoj sedež v zadnjem delu letala, ki je priletel na del gore, pokrite s snegom. Vesna je edina preživela, imela pa je težke poškodbe lobanje, zlomljeni nogi in druge kosti ter je bila več mesecev paralizirana od pasu navzdol. Po okrevanju je še naprej delala kot uslužbenka JATa in še večkrat letela z letalom. Januarja 2009 je nemški dopisnik iz Češke Peter Hornung-Andersen objavil vest, da letalo ni padlo z višine 10.000, ampak le nekaj sto metrov. Prav tako naj vzrok za nesrečo ne bi bila podstavljena bomba. Novinar se je skliceval na dokumente tajnih služb, strokovnjake in priče. V svojem poročilu je trdil, da je jugoslovansko letalo po nesreči zadel izstrelek češkoslovaške protizračne obrambe. Zgodbo o bombi naj bi si po njegovem izmislile češkoslovaške oblasti, da bi prikrile napako čeških obveščevalnih služb.
Vesna Vulović je prejela naziv nosilca Guinessovega rekorda od Paula McCartneyja. Kasneje je v Jugoslaviji v sedemdesetih letih postala nacionalni heroj.